# Aldeavieja (Ávila)
Aldeavieja es una localidad española situada en el este de la provincia de Ávila, en la comunidad autónoma de Castilla y León. Forma parte del municipio de Santa María del Cubillo, al cual también pertenece la localidad de Blascoeles.

## Geografía
Está situada en el este de la provincia; en el kilómetro 233 de la carretera N-110, (Soria - Plasencia), al pie de la sierra de Ojos Albos, extendiéndose al otro lado de la misma por la planicie del Campo Azálvaro. De ella parte la carretera AV-501, que lleva a Navalperal de Pinares y las Navas del Marqués. Dista 23 kilómetros de la ciudad de Ávila, 37 de la de Segovia y unos 85 de la de Madrid.
Cuenta con los siguientes núcleos de población: Aldeavieja, y el caserío de el Alamillo.
Ríos: El arroyo Cardeña y el río Voltoya, el primero tributario del segundo, que lo es, a su vez, del río Eresma.
Extensión, en km²:
Alturas; Su pico más alto es La Cruz de Hierro con 1662 metros de altura; le sigue el monte Pelado con 1598 metros.
Código postal 05193

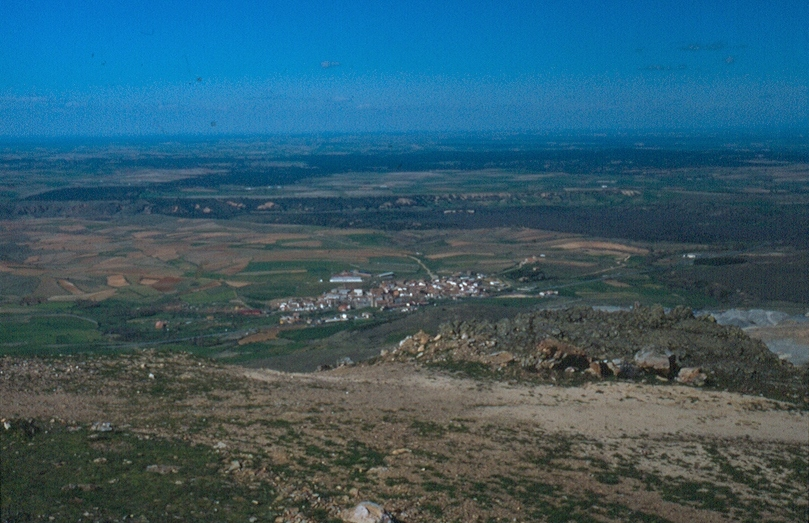
Aldeavieja desde la sierra

Su paisaje se caracteriza por la tierra rojiza y los afloramientos graníticos, hay abundancia de cuarzos, entre los que no es difícil encontrar cristales de roca. 
Abundan los robles y los pinos, mientras las encinas tienen una menor presencia. Hay una gran abundancia de especies olorosas: tomillo, mejorana, cantueso, manzanilla, ajenjo.

## Historia

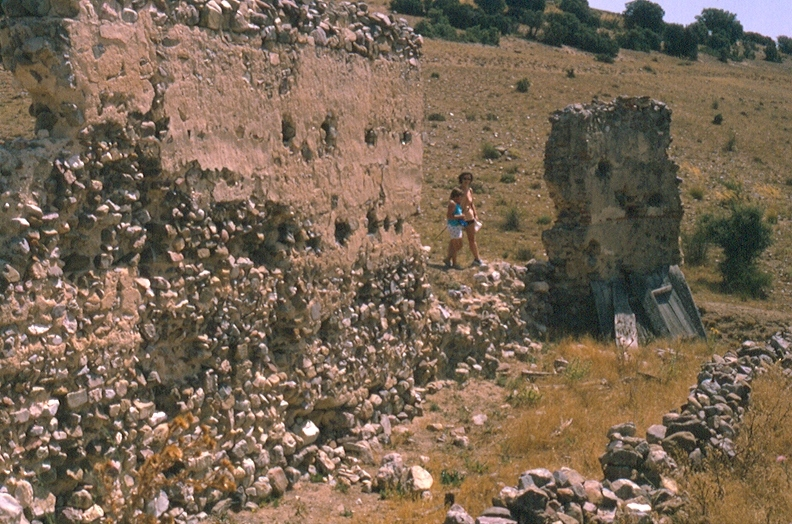
San Miguel de Cardeña

- La datación más antigua que se conoce de Aldeavieja es en el año 1148, en el que ya existe como agrupamiento vecinal; pero sus orígenes hay que buscarlos en la unión de diferentes caseríos desperdigados que existían en la zona, a la que se denominaba, genéricamente, Cardeña; de esa época quedan los restos de una iglesia románica junto al arroyo del mismo nombre: San Miguel de Cardeña.

- La existencia de una piedra resbaladera (piedra eslizandera) a las afueras de la población, muy cerca de la carretera que lleva a Blascoeles, hace suponer que ya hubo población protohistórica; estas piedras fueron utilizadas por los vettones para sus ritos de fertilidad.

- Hay que mencionar, no obstante, que ya debió de existir un poblamiento en época romana, a la vista de las lápidas funerarias que se han encontrado de esa época; dos de ellas se encuentran en las paredes de la ermita de San Cristóbal y otra servía de piedra esquinera en una de sus calles hasta hace pocos años.

- Aparece citada en el Libro de la montería, escrito durante el reinado de Alfonso XI (1344), citándose su término como rico en caza de jabalís.

- En 1399 pasa a integrarse en el Sexmo de Posaderas, una de las divisiones geográfico-administrativas de la Comunidad de Ciudad y Tierra de Segovia; dependiendo de la jurisdicción eclesiástica del Monasterio de Párraces.

- El 17 de septiembre de 1566, por bula del Papa Pío V, la Abadía de Santa María Real de Párraces fue anexionada con todos sus bienes, rentas y heredades al Real Monasterio de San Lorenzo de El Escorial, pasando, Aldeavieja, a depender de él.

- En 1646 Blas Moreno, nacido en Aldeavieja, e hijo de Antón Moreno y Águeda Luengo, marcha en calidad de criado a las Indias, en la comitiva de fray Bernardino de Estrada, franciscano y Comisario provincial de Michoacán.

- A lo largo de la Edad Media el pueblo fue creciendo, tanto en población como en riqueza y tiene sus años más prósperos durante los siglos XVII y XVIII, en los que se edifican la nueva iglesia parroquial, la ermita de la Virgen del Cubillo y las dos casas blasonadas que aún existen, así como el edificio del ayuntamiento.

- En 1833, con la nueva distribución provincial organizada por Javier de Burgos, Aldeavieja pasa a pertenecer a la provincia de Ávila.

- En 1838, durante las guerras carlistas, fue paso obligado de las tropas de ambas facciones, sufriendo el expolio de las partidas carlistas de un cabecilla denominado Perdiz.

- En el censo de 1860 cambia su denominación oficial de Aldea Vieja a Aldeavieja.

- Durante la guerra civil española fue lugar de paso de tropas y, en los primeros meses, cambió de manos por su cercanía del frente, pasando por ella la columna Mangada en su famosa incursión hasta Villacastín; convirtiéndose después en lugar de acantonamiento y descanso de las tropas sublevadas, sirviendo de punto de partida de varias ofensivas dirigidas a la conquista de Navalperal de Pinares y Peguerinos.

- En 1975 se unió al cercano pueblo de Blascoeles formando el municipio de Santa María del Cubillo.

## Demografía
| Gráfica de evolución demográfica de Aldeavieja entre 1842 y 1970 |
| |
| Población de derecho según los censos de población del INE. Población de hecho según los censos de población del INE.En estos censos se denominaba Aldea Vieja: 1842 y 1857. Entre el censo de 1981 y el anterior, este municipio desaparece porque se agrupa en el municipio Santa María del Cubillo. |

- 1571 habitantes en 1631
- 1087 habitantes en 1752
- 452 habitantes en 1826
- 408 habitantes en 1848
- 209 habitantes en 2001
- 220 habitantes en 2005
- 195 habitantes en 2010
- 168 habitantes en 2017

## Economía
- La economía de Aldeavieja es primordialmente agrícola y ganadera; teniendo fama, desde siempre, sus prados que alimentan una importante cabaña, predominantemente vacuna; la localización de una cantera de corneanas y de sus correspondientes plantas asfálticas, pertenecientes a la empresa Padecasa ha dado una vuelta a la economía local, propiciando la abundancia de empresas de transportes y la creación de numerosos puestos de trabajo; la existencia de ganaderías de reses bravas localizadas en el Campo Azálvaro, completan el panorama económico, junto a un parque eólico instalado en la cuerda de la sierra.

## Turismo
- Dentro de la población existe un solo bar: El Molinero. En él te pueden servir algo de comer y por encargo asados como cordero o cabrito.
- En la carretera N110, a la entrada del camino que se dirige al santuario de la Virgen del Cubillo, está el restaurante/bar La Aldea, cerrado temporalmente.

- En la entrada al pueblo también se encuentra un bar Barbacoas Prado Roble en el que puedes alquilar una barbacoa y llevar tu propia comida.
- Hay un establecimiento hotelero, la casa rural Sexmo de Posaderas.

## Monumentos y lugares de interés

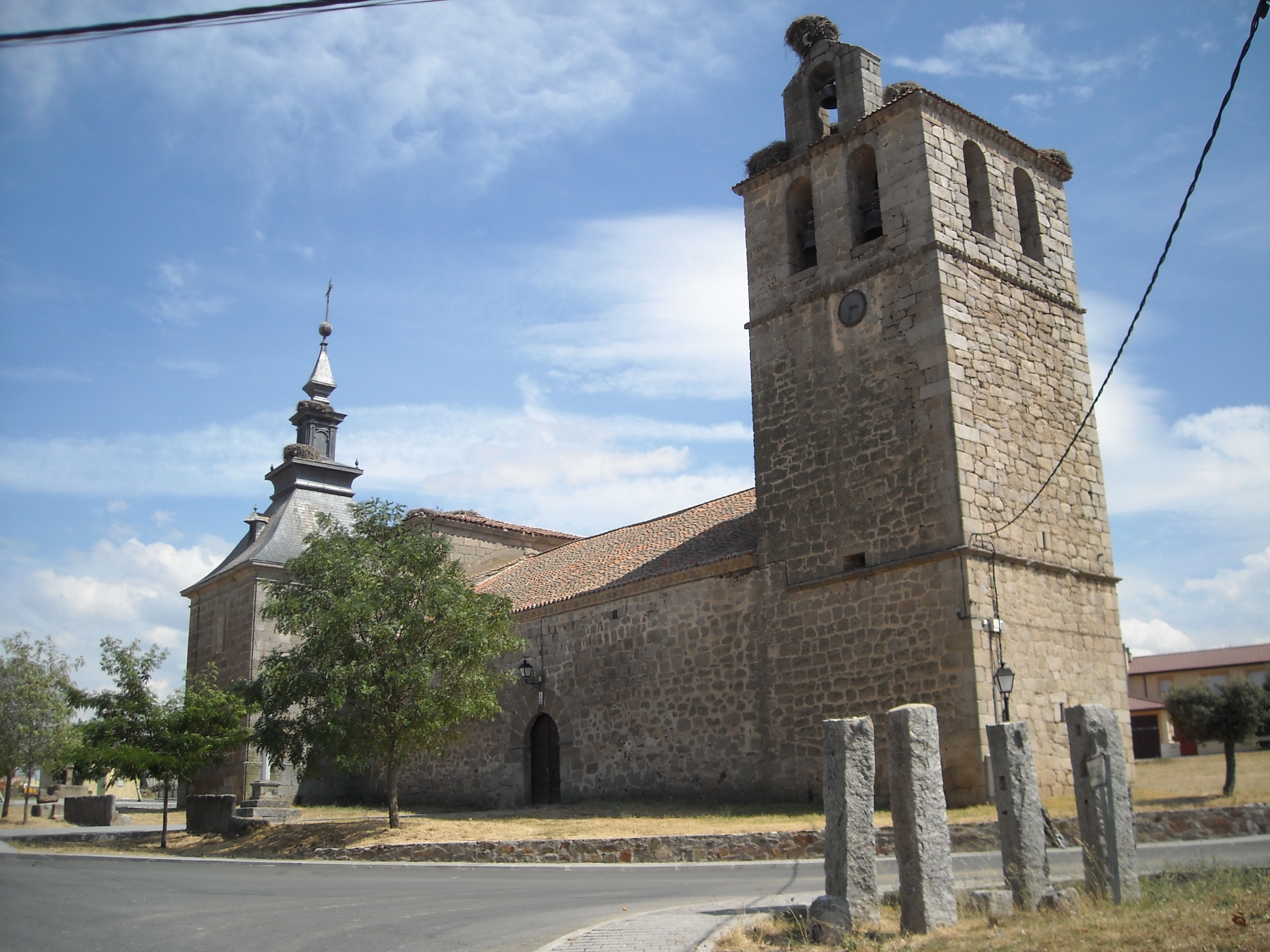
Iglesia de San Sebastián

- El santuario de la Virgen del Cubillo, a tres km de la población, es monumento nacional, estilo herreriano con un magnífico retablo barroco. se puede visitar los fines de semana de todo el año; su festividad se celebra el 8 de septiembre, con una gran romería.

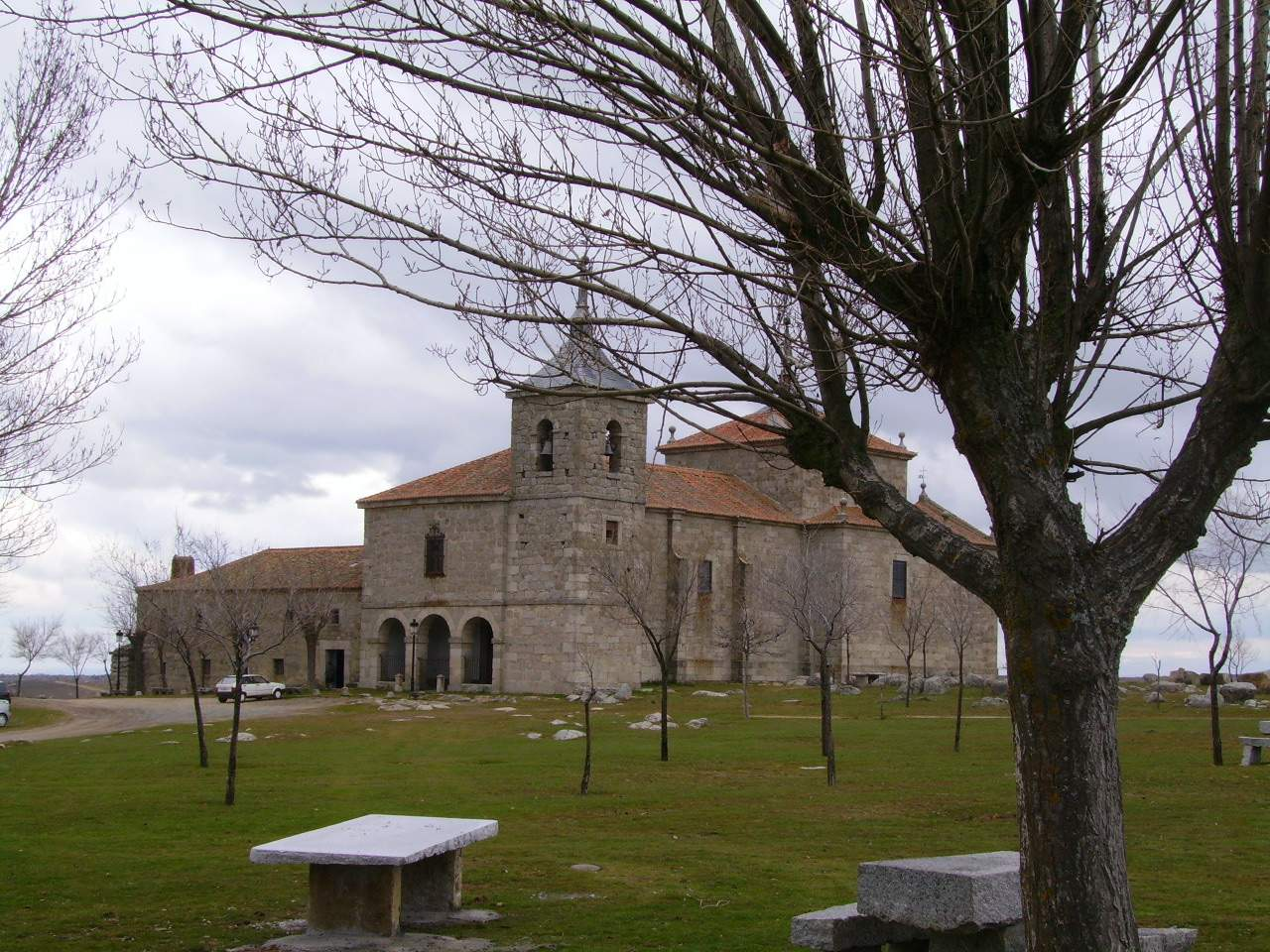
Santuario de la Virgen del Cubillo

- La ermita de San Cristóbal, antigua parroquia del pueblo, en el casco urbano, románica del siglo XI-XII, recientemente restaurada.
- La iglesia de San Sebastián, parroquia del pueblo, con múltiples elementos góticos tardíos, e interesantes retablos y tallas, dos de los cuales se deben a la mano de Sebastián de Benavente; tiene adosada una capilla (la capilla de San José) del siglo XVII, mandada construir por uno de los cortesanos de Felipe IV (Luis García Cerecedo), con pinturas de Francisco de Herrera el Mozo, muy interesante de ver.
- Hay, muy cerca del edificio del antiguo parador, una fuente/pozo construida en los siglos XIV o XV, con las piedras de un antiguo campanario.
- También hay un curioso Vía Crucis, que recorre gran parte del pueblo, del siglo XVII.
- Se conservan dos pequeñas ermitas, de los siglos XVII y XVIII: una junto a la carretera nacional, es la ermita del Cristo de la Luz, que, restaurada acoge, bajo nuevo nombre, una imagen de San Cristóbal. La otra, subiendo por la carretera que va a Navalperal de Pinares, es la ermita del Cristo de la Agonía, hoy en ruinas.
- Subsisten dos casas señoriales, de buena piedra, con sus escudos nobiliarios. Pasear por sus calles, que con sus nombres nos introducen en el más antiguo sabor de la Castilla eterna: Ancha, Angosta, del Mediodía, del Rodeo, de Segovia y, por supuesto, su calle Real, nos puede deparar sorpresas inesperadas, pues se conservan interesantes muestras de la arquitectura tradicional; no perderse el antiguo parador, junto a la carretera nacional; las casas que rodean la plaza mayor (plaza de la Constitución) el potro de granito para herrar a las caballerías; el pilón de abrevar, junto a la iglesia; así como las vistas de la sierra de Malagón o de la llanura castellana desde el llamado Alto de la Barrera.
- No hay que perderse, en cualquier época del año, un pequeño bosque de robles, llamado El Valle, pues es uno de los pocos que quedan en toda la zona, por no decir el único; en primavera, sobre todo, las praderas que lo salpican se llenan de flores de todo tipo: violetas por marzo-abril, anémonas en mayo, manzanillas, majuelos, rosas silvestres; la dedalera asoma entre las rocas de granito que emergen, junto al tomillo y la mejorana
- La subida a las cumbres de la sierra que, desde el puerto de la Cruz de Hierro hasta el monte Pelado, se puede realizar por un camino asfaltado que recorre el parque eólico, es digna de hacerse por las maravillosas vistas que se contemplan desde ellas.

## Cultura
- No existe un traje típico del lugar, considerándose el general de la provincia de Ávila como propio. Las mujeres siempre han tenido en gran consideración el llamado manteo de debajo, falda de paño, en general de color rojo con adornos bordados y que acompañado por el mantón era el utilizado en las grandes solemnidades, hoy está totalmente en desuso, aunque sería bueno que renaciera la costumbre de utilizarlo aunque solo fuera en las fiestas de la patrona: La Virgen del Cubillo, el 8 de septiembre.

- A lo largo del año se celebran diversas fiestas en honor de diferentes santos, algunas de estas fiestas están organizadas por cofradías que, fundadas hace ya muchos años, se encargan de prepararlas.

-San Sebastián, el patrón del pueblo, se celebra el 20 de enero. Se hace una procesión y un convite en el Ayuntamiento.
-Santa Águeda, que es el día de la mujer, se celebra el primer domingo de febrero. Las mujeres se ponen el traje típico, y van en busca de los forasteros para recaudar una propina para la cofradía.
-Semana Santa: tanto el Jueves como el Viernes Santo se celebran procesiones que, como todas las de Castilla, son de una gran sobriedad; antiguos pasos, llevados en andas, recorren las calles del pueblo: la Oración en el Huerto, la Flagelación, Cristo con la Cruz a Cuestas, La Dolorosa, el Crucificado y el Cristo yacente, seguidos por los fieles, iluminan tenuemente la noche con sus velas y farolillos; el silencio de la noche con el frío normal de esos días, confieren un aire de tristeza y solemnidad pocas veces visto.
El Domingo de Resurrección, dos procesiones salen de la iglesia: una con la Dolorosa, cubierta con un manto de luto negro, llevada a hombros por las mujeres recorre el pueblo hasta encontrarse en la calle Ancha con otra que lleva al Resucitado, éste escoltado por los varones del pueblo; al encontrarse y entre el repique de las campanas, la Virgen es despojada de sus ropas fúnebres y vestida con un luminoso manto azul cielo acompaña a su Hijo, de vuelta a la iglesia.
-La Ascensión, se realiza una pequeña romería, el domingo más cercano a dicha festividad, en la ermita de la Virgen del Cubillo que, para la ocasión, sale en procesión alrededor de su santuario.
-San Cristóbal, el 10 de julio, se celebra el fin de semana más próximo a este día. El patrón de los conductores. Los numerosos devotos van conduciendo hasta la ermita del Cubillo donde se bendeciran los coches después de la misa por el santo. Posteriormente se come en los aledaños del Cubillo.
-Las fiestas patronales por la Virgen del Cubillo, que son del 7 al 10 de septiembre. Se realizan diversas actividades y el día grande, el 8, se realiza una gran romería en la ermita de la Virgen.

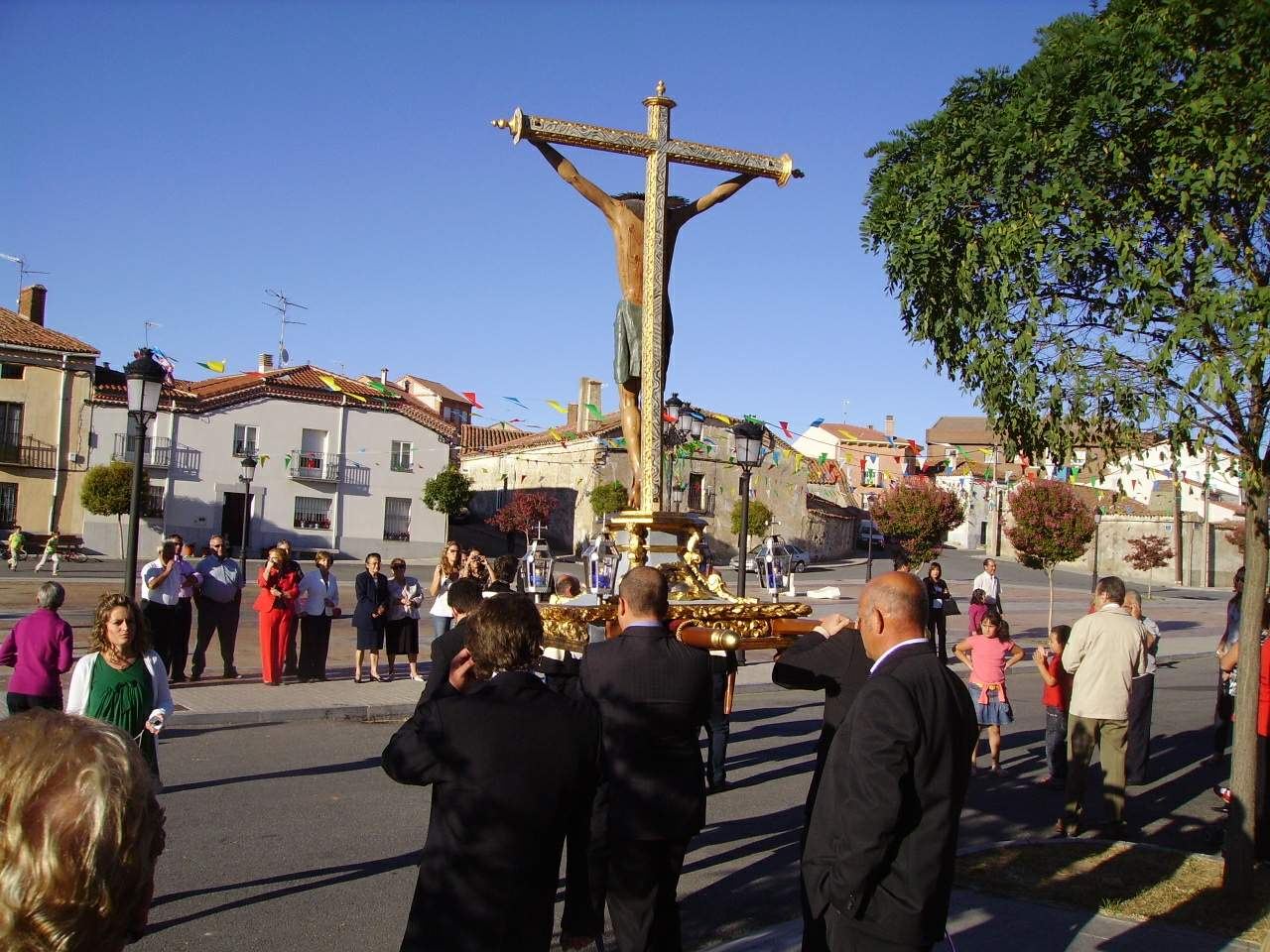
Fiesta del Cristo

-La semana siguiente se celebran las fiestas del Cristo, conocida tradicionalmente como "la fiesta de los mozos", pues son los varones más jóvenes los que la "sirven", sacando una antigua imagen de Cristo crucificado en procesión por las calles del pueblo entre el tañido de las campanas y el estallido de los cohetes.

### Filmografía
- 1942 La aldea maldita, de Florián Rey; segunda versión, esta vez sonora, realizada por este director sobre una película muda de 1930. El calvario y las ruinas de la ermita de San Cristóbal, así como el paisaje de la sierra que resguarda al pueblo de Aldeavieja, aparecen en la despedida a los habitantes que huyen del hambre en una caravana de carretas y en la posterior vuelta de la protagonista con su marido.
- 1955 Marcelino, pan y vino, del director Ladislao Vajda; basada en el relato de José María Sánchez Silva; las escenas que representan la Guerra de la Independencia, con el asalto del monasterio por las tropas francesas y su posterior reconstrucción por un puñado de monjes, ayudado por los habitantes del pueblo, están rodadas en las ruinas de la ermita de San Cristóbal. Los extras que aparecen ayudando a los monjes son los propios habitantes de Aldeavieja.
- 1978 ¿Pero, no vas a cambiar nunca, Margarita?, con guion y dirección de Chumy Chumez; segunda película de este director, del típico estilo de destape. Tiene una escena rodada en la plaza Mayor y en la entrada de la iglesia parroquial.
- 2009 Lala, del director Esteban Crespo, cortometraje con más de 20 premios nacionales e internacionales; sus exteriores están rodados, en parte, en Aldeavieja; donde se fotografía su iglesia y alguna de sus calles.
- 2014 Velvet, la serie de televisión, rodó uno de sus capítulos en la ermita de la Virgen del Cubillo.
- 2017 El hombre que mató a Don Quijote, del director Terry Gilliam; la escena de la lucha contra los molinos se rodó en la sierra de Aldeavieja, donde, junto a los aerogeneradores actuales se levantó un típico molino de viento de atrezzo.

## Personas destacadas
- Domingo Castro Camarena, 1877-1944; uno de los integrantes de la guarnición española que permaneció sitiada en Filipinas durante el Sitio de Baler, en 1898-1899, conocidos como los últimos de Filipinas.
- Luis García de Cerecedo, 1617-1676, mercader de caballerías, prestamista de la Corona Española, mandó construir la capilla de San José en la iglesia parroquial entre 1653-1662.
- Licenciado Francisco García, racionero en la catedral de Segovia y en ella Capellán del Rey, siglo XVII, autor del primer libro sobre Aldeavieja: Historia del origen, antigüedad y fundación del lugar de Aldeavieja, editado en 1613.
- Juan Becerril Alonso, 1733-1819; Capitán del Regimiento Provincial de Milicias de Ávila y Caballero de la Orden de Calatrava. Participó muy activamente en la Guerra de la Independencia, llegando a la graduación de Brigadier: Casó con María Martín García hacia 1767; edificando, en Aldeavieja, el palacio que fue su casa solariega, en la calle Ancha n.º 23, donde aún hoy se puede ver su escudo nobiliario.
- José Zahonero, escritor, 1853-1931. Muchos de sus cuentos, como El brujo de la casona o En Azocornado están ambientados en Aldeavieja, de donde procedía.
- Gregorio Perlado Sacristán, Segovia 1856-Aldeavieja 1912. Farmacéutico, humanista, filólogo, escritor y político. Llevó a Aldeavieja a las páginas de numerosos diarios de la época a través de los múltiples artículos que escribió sobre sus usos y costumbres, divulgando sus fiestas y modos de vida.
- Fray Miguel de Santa María; natural de Aldeavieja, monje de la Orden de San Jerónimo; fue maestro de novicios, vicario y prior de diversos conventos, visitador general de Castilla, Aragón y Andalucía. Falleció a avanzada edad el 16 de abril de 1641.
- Sebastián de Benavente, arquitecto y diseñador de retablos, 1620-1689; en Aldeavieja hay cuatro de sus creaciones: el retablo de San José, en la capilla del mismo nombre adosada a la iglesia parroquial; el de la Virgen del Rosario, en una de las naves de la parroquia; el antiguo retablo mayor de la Virgen del Cubillo, situado en un lateral del santuario de la Virgen del Cubillo, en el mismo término municipal y el retablo de San Cristóbal, hoy desaparecido y que estaba situado en la ermita del mismo nombre; en varias de estas obras trabajó junto al pintor Francisco de Herrera el Mozo.
- Rafael Seco Humbrías, 1925-2010; pintor, grabador y escultor madrileño; instaló su vivienda y estudio en Aldeavieja, en la casa blasonada de la calle Cuartel, inspirándose en sus gentes para muchas de sus obras; durante unos pocos años tuvo un museo con su obra en la ermita de San Cristóbal, en este mismo pueblo.